# Леонардо Колела
Леонардо Колела (порт.-браз. Leonardo Colella; 19 вересня 1930, Сан-Паулу — 25 листопада 2010, Сан-Паулу), більш відомий під ім'ям Нардо (порт.-браз. Nardo) — бразильський футболіст, нападник.

## Кар'єра
Леонардо Колела народився в районі Брас у Сан-Паулу у сім'ї вихідців з італійського міста Поліньяно-а-Маре. Він розпочав свою кар'єру в молодіжному складі клубу «Коринтіанс» у 1947 році. У 1948 році Колела виграв молодіжний чемпіонат штату, після чого перейшов до дублюючого складу команди. Наприкінці 1949 року Нардо був викликаний у перший склад «Корінтіанса», де дебютував 2 квітня 1950 року в товариському матчі з «Атлетіко Мінейро», де він вийшов на заміну замість Балтазара. У клубі молодий футболіст виступав на позиції лівого півзахисника, вигравши з командою титул чемпіона турніру Ріо-Сан-Паулу в 1950 році й чемпіона штату в 1952 «Коринтіанс». У клубі футболіст грав уже на позиції нападника, проте часто опинявся на лаві запасних. Всього за клуб він провів 107 матчів (73 перемоги, 13 нічиї та 21 поразка) і забив 36 голів.
У 1955 році на «Корінтіанс» вийшли представники італійського «Ювентуса», які знаходилися в Сан-Паулу з метою купити Жіно Орландо, гравця однойменного клубу. Угода кілька разів переносилася, після чого співробітники «Юве» Конті та Печче вирішили не купувати Орландо, і замість нього підписати контракт або з Родолфо Карбоне, або з Нардо. Вони віддали перевагу другому. Сума угоди склала 22 млн лір. При цьому сам Нардо наполягав на підписанні контракту з ним, оскільки після травми кісточки в 1954 його з основного складу витіснив Рафаел. Нардо дебютував у складі «Старої Синьйори» 25 вересня у матчі з «Трієстіною» (1:1). 4 грудня він забив перший м'яч за клуб, вразивши ворота «Наполі». Усього за «Ювентус» Нардо провів 21 гру та забив 7 голів.
Провівши сезон у «Юве», Нардо, контракт з яким не захотіли продовжити, захотів повернутися до Бразилії. Він підписав контракт із клубом «Палмейрас». Спочатку форвард часто залишався на лаві запасних, але після виходу з команди Жозе Алтафіні завоював тверде місце в стартовому складі команди. У 1959 році він виграв з «Вердао» титул чемпіона штату, а наступного року завоював Чашу Бразилії. Роком пізніше Нардо грав у Кубку Лібертадорес, де забив у другому фінальному матчі, проте за результатами двох зустрічей «Палмейрас» програв «Пеньяролю». Всього за клуб нападник провів 160 матчів (91 перемога, 33 нічиї та 36 поразок) і забив 57 голів.
У 1961 році Нардо перейшов до клубу «Португеза Деспортос». Там футболіст провів два сезони, зігравши в 48 матчах і забивши 18 голів. Завершив кар'єру форвард у клубі «Понте-Прета» в 1963. Завершивши ігрову кар'єру, Нардо відкрив невеликий завод із виробництва автомобільних акумуляторів у районі Вілья-Гільєрме у Сан-Паулу. А на старості жив у районі Віла-Монументу, підробляючи торговим представником. Він помер о 9:10 ранку в лікарні Ігесп у Сан-Паулу.

## Досягнення
- Чемпион штата Сан-Паулу (3): 1952, 1954, 1959
- / Победитель Турнира Рио-Сан-Паулу (3): 1950, 1953, 1954
- Обладатель Чаши Бразилии (1): 1960